# Ephedra alata
Ephedra alata är en kärlväxtart som beskrevs av Joseph Decaisne. Ephedra alata ingår i släktet efedraväxter, och familjen Ephedraceae.

## Underarter
Arten delas in i följande underarter:
- E. a. alata
- E. a. alenda
- E. a. monjauzeana